# La Prairie (Wisconsin)
La Prairie es un pueblo ubicado en el condado de Rock en el estado estadounidense de Wisconsin. En el Censo de 2010 tenía una población de 834 habitantes y una densidad poblacional de 9,32 personas por km².

## Geografía
La Prairie se encuentra ubicado en las coordenadas 42°37′43″N 88°56′38″O / 42.62861, -88.94389. Según la Oficina del Censo de los Estados Unidos, La Prairie tiene una superficie total de 89,49 km², de la cual 89,4 km² corresponden a tierra firme y (0.1%) 0,09 km² es agua.

## Demografía
Según el censo de 2010, había 834 personas residiendo en La Prairie. La densidad de población era de 9,32 hab./km². De los 834 habitantes, La Prairie estaba compuesto por el 97,84% blancos, el 0,36% eran afroamericanos, el 0,36% eran amerindios, el 0,48% eran asiáticos, el 0% eran isleños del Pacífico, el 0,36% eran de otras razas y el 0,6% pertenecían a dos o más razas. Del total de la población el 0,84% eran hispanos o latinos de cualquier raza. En la ciudad  la población fue separada con 27,2% bajo la edad de 18 años, 5,5% de 18 a 24, 27,9% a partir 25 a 44, 27,3% a partir 45 a 64, y el 12,1% que son 65 años de edad o más.